# November (obra de teatre)
November és una obra de teatre escrita per David Mamet que fou estrenada a Broadway el 2008.

## Produccions
November fou estrenada a Broadway al Teatre Ethel Barrymore el 20 de desembre de 2007 (preestrena), oficialment el 17 de gener de 2008 i tancada el 13 de juliol de 2008 després de 205 actuacions i 33 preestrenes. L'obra fou dirigida per Joe Mantello i protagonitzada per Nathan Lane, Laurie Metcalf, Ethan Phillips, Michael Nichols i Dylan Baker.
 Metcalf va rebre una nominació als premis Tony com a millor actriu destacada en una obra de teatre.
L'estrena a Nova Anglaterra va tenir lloc a la Lyric Stage Company de Boston a l'octubre de 2008, dirigida per Daniel Gidron. Fou estrenada a l'Alley Theatre de Houston l'agost de 2012, dirigida per Sanford Robbins.
Com a part de la sèrie en streaming "Spotlight on Plays" es va fer una lectura de l'obra per beneficiar l'Actors Fund of America durant la pandèmia de Covid-19. Es va transmetre als comptes de YouTube i Facebook dels millors espectacles de Broadway. La lectura fou protagonitzada per John Malkovich, Patti LuPone, Dylan Baker, Ethan Phillips i Michael Nichols, i va ser dirigida per David Mamet. Es va transmetre en directe el dijous, 7 de maig de 2020 a les 20:00 EST / 17:00 PST.

## Sinopsi
Com a comèdia, November se centra en el president Charles Smith (interpretat inicialment per Nathan Lane) diversos dies abans de la seva segona elecció. Metcalf va interpretar a Clarice Bernstein, l¡autor dels discursos de Smith, i Baker va interpretar a Archer Brown, assessor de Smith. Phillips retratava al representant de Turquia, i Nichols retrata al cap indi Dwight Grackle.

## Recepció crítica
L'obra va rebre crítiques diverses. Ben Brantley a The New York Times va escriure que és una "nova i divertida obra", i que "el senyor Lane, no cal dir-ho, sap exactament inclinar aquestes línies amb un estil ajustat al temps que li permet posa el màxim gir a ocurrències verinoses i continua mantenint el públic al seu costat."